# Zdeněk Lhotský
Zdeněk Lhotský (* 8. srpna 1956 Praha) je český sklářský výtvarník.

## Život
Absolvoval Střední odborné učiliště sklářské ve Světlé nad Sázavou (1971-1972) a obor Hutní tvarování skla na Střední uměleckoprůmyslové škole sklářské v Železném Brodě (1972-1976). Poté pracoval dva roky ve středisku pro sklo v architektuře Železnobrodských skláren. V letech 1978-1984 vystudoval obor sklo na Vysoké škole uměleckoprůmyslové v Praze u prof. Stanislava Libenského. Od roku 1994 je majitelem Studia tavené skleněné plastiky v Pelechově u Železného Brodu se 13 sklářskými pecemi, kde je zaměstnáno dvanáct lidí.
Založil školu Jaroslavy Brychtové pro tavenou plastiku v Železném Brodě. Vybudoval expozici děl výtvarníků spolupracujících se Studiem taveného skla v Chlístově na Železnobrodsku. Je zakládajícím členem výtvarné skupiny Tvrdohlaví (1987).

### Ocenění
- 1985 Art Quest 85, University Art museum, Long Beach, Kalifornie
- 1986 Cena ministra kultury, 4. Quadriennale des Kunsthandwerks, Erfurt
- 1986 New York Foundation of the Arts, New York
- 1989 Cena časopisu Mladý svět "Bílá vrána" skupině Tvrdohlaví
- 1990 Stipendium Pollock Krasner Foundation, New York
- 1993 Návrh pomníku, Nadace bratří Čapků, Praha
- 1997 Bavorská státní cena za designérské práce v oboru tavená skleněná plastika

## Dílo

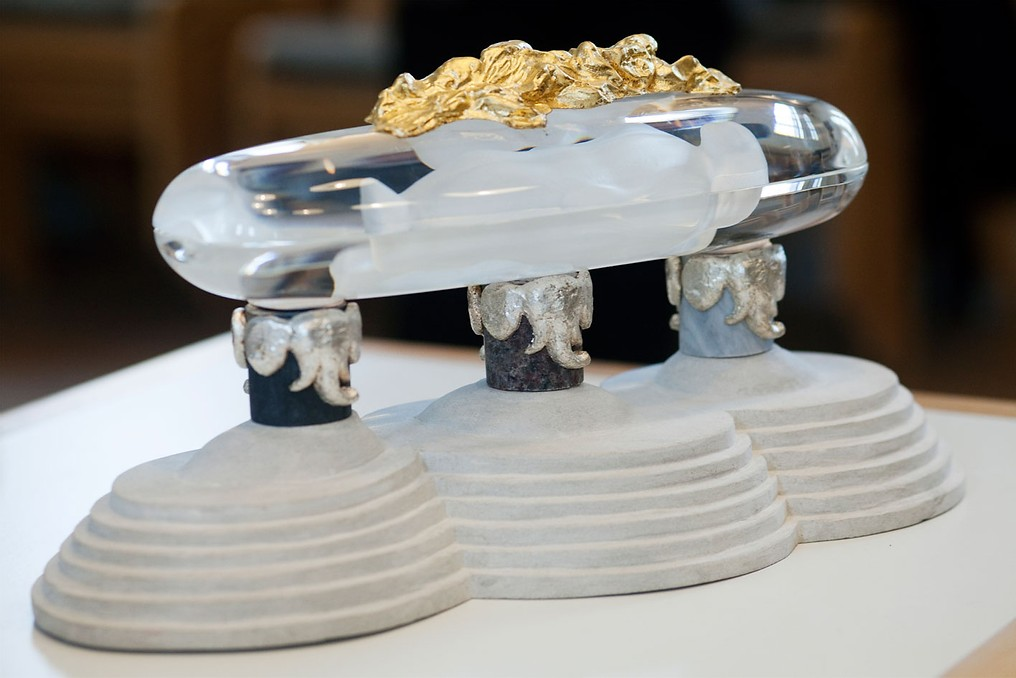
Model sarkofágu dánské královny Markéty II., Bjørn Nørgaard

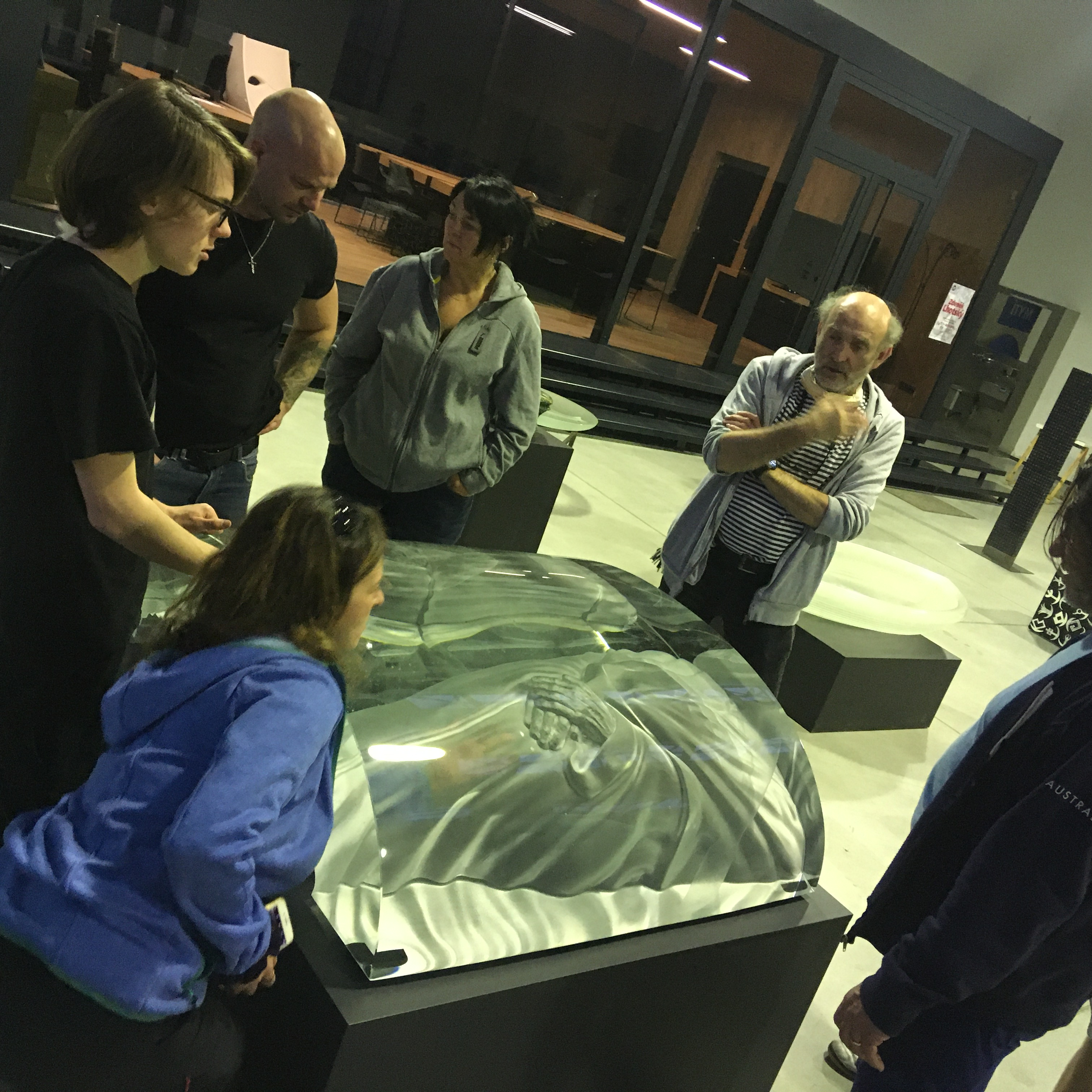
Zdeněk Lhotský (vpravo) předvádí sarkofág královny Markéty II. (2020)

Ve svém studiu realizoval návrhy českých i zahraničních umělců. Věnuje se tvorbě tavených skleněných plastik, sklářskému designu, vitráži, a technice vypalované malby na skle. Tvoří kresby, grafiky, kovové plastiky i realizace do architektury. Podílel se na desítkách interiérových realizací.
Je autorem designu všech nádob (tavených mis, fúzovaných lehaných talířů a umyvadel) vyráběných pod značkou Lhotský. Za tuto kolekci obdržel roku 1997 Bavorskou státní cenu za design.
Zdeněk Lhotský se zabývá rovněž sklářskou technologií. Jeho chráněnou značkou je Vitrucell, transparentní sklovina, technickými parametry zřejmě nejpodobnější sklu float, která dává vyniknout struktuře, jakou má včelí plástev. Výroba je postavena na určitém typu skla za použití asi padesáti technologických postupů.

Technicky a historicky významným dílem je skleněný sarkofág dánské královny Markéty II. (* 1940). Autorem návrhu je Bjørn Nørgaard. Technologii, výrobu a produkci provedl Zdeněk Lhotský a jeho studio Lhotský. Hlavním brusičem díla byl Robert Hušek. Patří údajně mezi největší kompaktní skleněné plastiky svého druhu. Poklop je sestaven z dílů, z čirého hutního skla, celek váží přes 4,5 tuny a je připraven pro dosud žijící dánskou královnu v Katedrále v Roskilde v Dánsku. Části plastiky s výkladem postupu výroby jsou prezentovány ve Lhotského showroomu v Galerii Kotelna 1859 patřící společnosti Fabrika 1861 v sídle grafické Studio Kusala v Železném Brodě.

## Zastoupení ve sbírkách
- Uměleckoprůmyslové muzeum v Praze
- Ministerstvo kultury České republiky
- Muzeum umění a designu (MAD), New York
- Muzeum Ernsting Stiftung, Coesfeld-Lette[3]
- Moravská galerie v Brně
- Muzeum skla a bižuterie v Jablonci nad Nisou
- Severočeské muzeum v Liberci
- Regionální muzeum města Žďáru nad Sázavou
- Muzeum města Železný Brod
- soukromé umělecké sbírky doma i v zahraničí

### Výstavy (výběr)
- 1993 Zdeněk Lhotský: Práce z roku 1993, Galerie Nová síň, Praha
- 2003/2004 Zdeněk Lhotský: Sklo, Galerie V kapli, Bruntál
- 2004 X let skleněné plastiky / Pelechov, Severočeské muzeum, Liberec
- 2005 Sklo + grafika Lhotský, Galerie Peron, Praha
- 2005 Czech 100 Design Icons, Stilwerk, Berlín
- 2005 Lhotský: Sklo, X let tavené skleněné plastiky, Galerie Evropa / Europe Art Gallery, Žďár nad Sázavou
- 2006 Lhotský - sklárna, Galerie N, Jablonec nad Nisou
- 2006 Lhotský a přátelé, Technická univerzita v Liberci, Jablonec nad Nisou
- 2006 X Years of Studio of casting glass Lhotský Pelechov, University of Brighton Gallery, Brighton
- 2008 Zdeněk Lhotský & studio Pelechov, České muzeum výtvarných umění, Praha
- 2008 Lhotský sklo, Galerie Brock, Karlsruhe
- 2017 Zdeněk Lhotský: Kresby a sklo, Bohemian Benevolent and Literary Association New York.
- 2018 Zdeněk Lhotský, Muzeum skla a bižuterie v Jablonci nad Nisou
- 2019 Sarkofág pro královnu - Uměleckoprůmyslové museum v Praze
- 2020 Zdeněk Lhotský - kresby a sklo, Malá výstavní síň Liberec
- 2020 Zdeněk Lhotský & hosté - sklo, Galerie Kotelna 1859, Železný Brod[4]

## Spolupráce s výtvarníky a architekty
- Karen LaMonte
- Howard Ben Tré
- Stanislav Libenský
- Jaroslava Brychtová
- Anna Kopecká
- Kevin Berlin
- Peter Bremers
- Čestmír Suška
- Jaroslav Róna
- Michal Gabriel